# Алън Паркър
Сър Алън Паркър, CBE (на английски: Alan Parker) е британски режисьор, писател, актьор и продуцент. 

## Биография
Роден на 14 февруари 1944 г. в Айлингън, Лондон, в работническо семейство. Започва кариерата си в рекламната сфера, преди да започне да работи за телевизионни компании, правейки рекламни клипове. Създава популярна реклама на вермута „Чинцано“ („Cinzano“) с участието на Джоан Колинс. Прави няколко късометражни филма.
През 1970 година заедно с Алън Маршал създават рекламна къща. През 1971 година пише сценария за „Мелъди“ на Дейвид Пътнам (сега Лорд Пътнам), дебютира през 1976 година като режисьор с филма „Бъгси Малоун“, който става част от официалната селекция на фестивала в Кан. През 1988 година отново получава номинация за Оскар за филма „Мисисипи в пламъци“ с Джин Хекман и Роналд Лий Ърми, където е номиниран за най-добър режисьор.
През 1982 г. Паркър прави адаптация по албума на „Пинк Флойд“: „Стената“.
През 1985 г. заснема „Пилето" (Специалната награда на журито в Кан) – разтърсваща философска драма за поствоенната травма на ветеран от Войната във Виетнам. Следват филмите „Ангелско сърце" (1987) с участието на Мики Рурк и Робърт де Ниро, „Мисисипи в пламъци" (1988) и „Евита" (1996), филма за съпругата на аржентинският президент Перон – Евита Перон с Мадона в главната роля.
През 2003 година създава филма „Животът на Дейвид Гейл“, за противоречията при налагането на смъртно наказание с Кевин Спейси в главната роля.
През март 2006 година посети България за филмовия фестивал София Филм Фест.

## Филмография
| година | филм                   | оригинално заглавие    | бележки |
| ------ | ---------------------- | ---------------------- | ------- |
| 1974   |                        | Our Cissy              |         |
| 1974   | Стъпки                 | Footsteps              |         |
| 1976   | Бъгси Малоун           | Bugsy Malone           |         |
| 1978   | Среднощен експрес      | Midnight Express       |         |
| 1980   | Слава                  | Fame                   |         |
| 1982   | Застреляй луната       | Shoot the Moon         |         |
| 1982   | Пинк Флойд Стената     | Pink Floyd – The Wall  |         |
| 1984   | Пилето                 | Birdy                  |         |
| 1987   | Ангелско сърце         | Angel Heart            |         |
| 1988   | Мисисипи в пламъци     | Mississippi Burning    |         |
| 1990   | Ела да видиш рая       | Come See the Paradise  |         |
| 1991   | Музика за душата       | The Commitments        |         |
| 1994   | Пътят към Уелвил       | The Road to Wellville  |         |
| 1996   | Евита                  | Evita                  |         |
| 1999   | Прахът на Анджела      | Angela's Ashes         |         |
| 2003   | Животът на Дейвид Гейл | The Life of David Gale |         |

- The Evacuees (1975) (TV)